# Millepora dichotoma
Millepora dichotoma är en nässeldjursart som först beskrevs av Forskål 1775.  Millepora dichotoma ingår i släktet Millepora och familjen Milleporidae. IUCN kategoriserar arten globalt som livskraftig. Inga underarter finns listade i Catalogue of Life.

## Bildgalleri

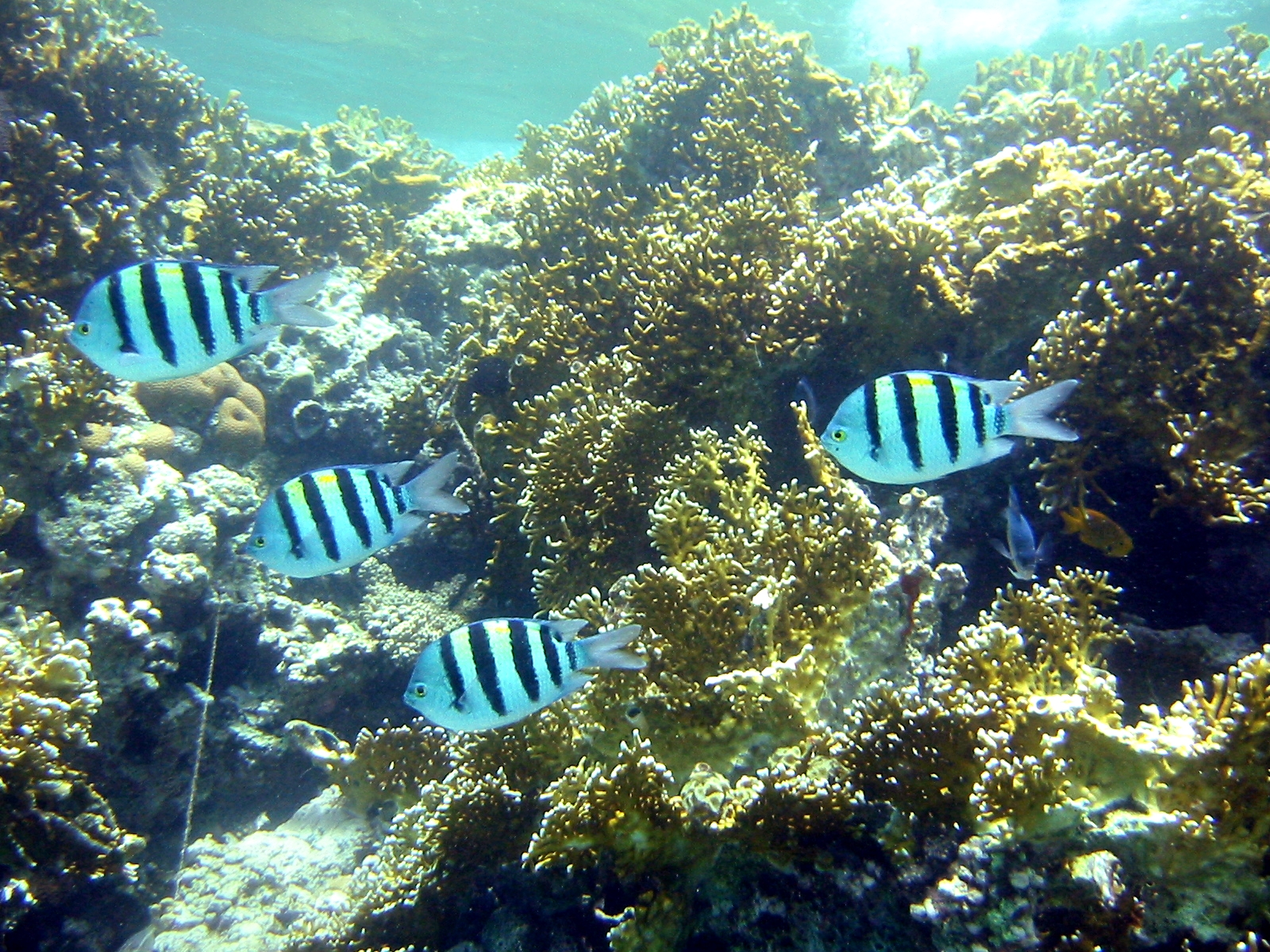
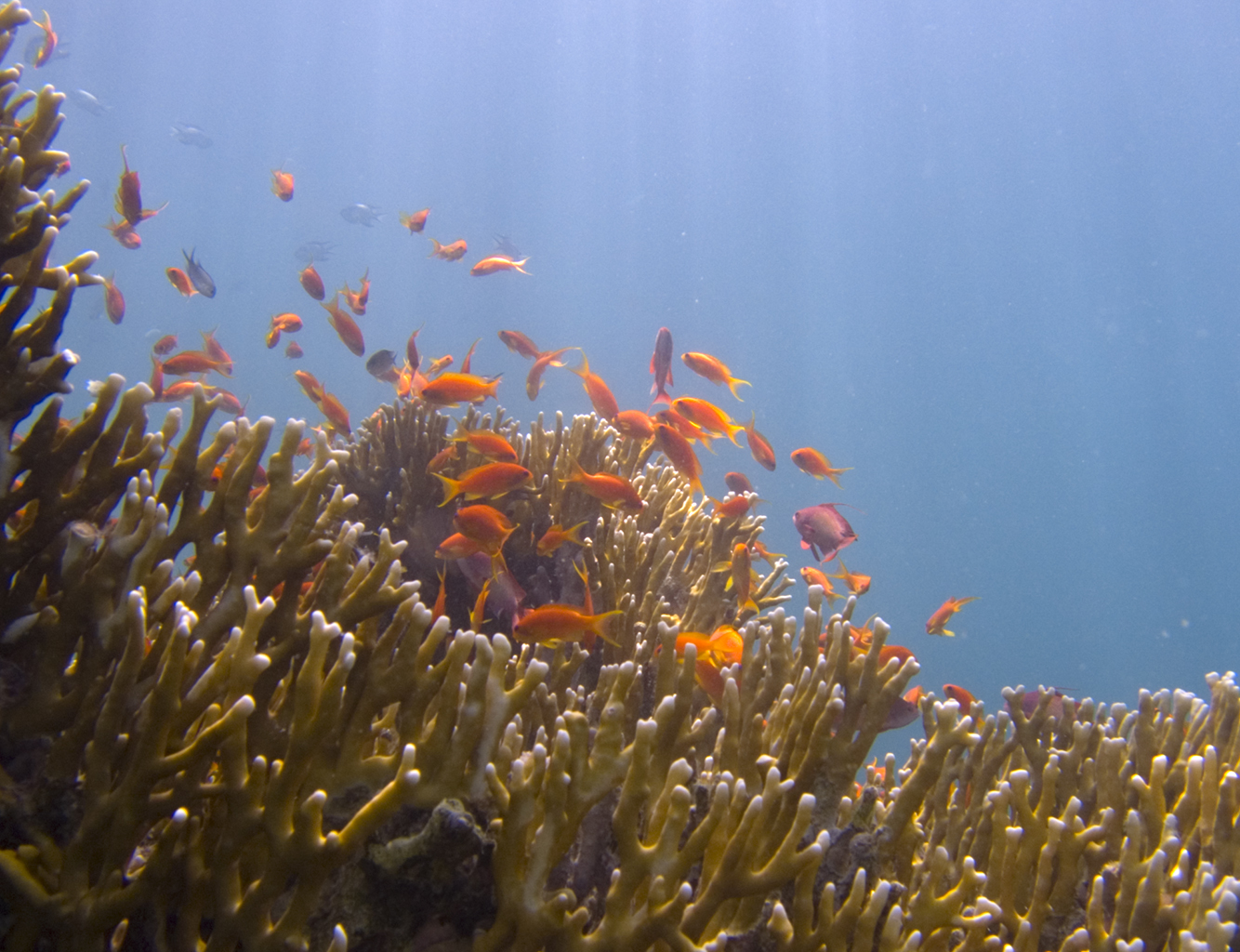
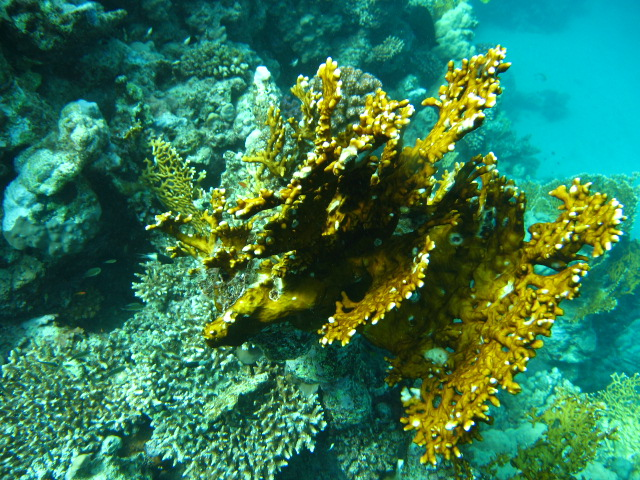
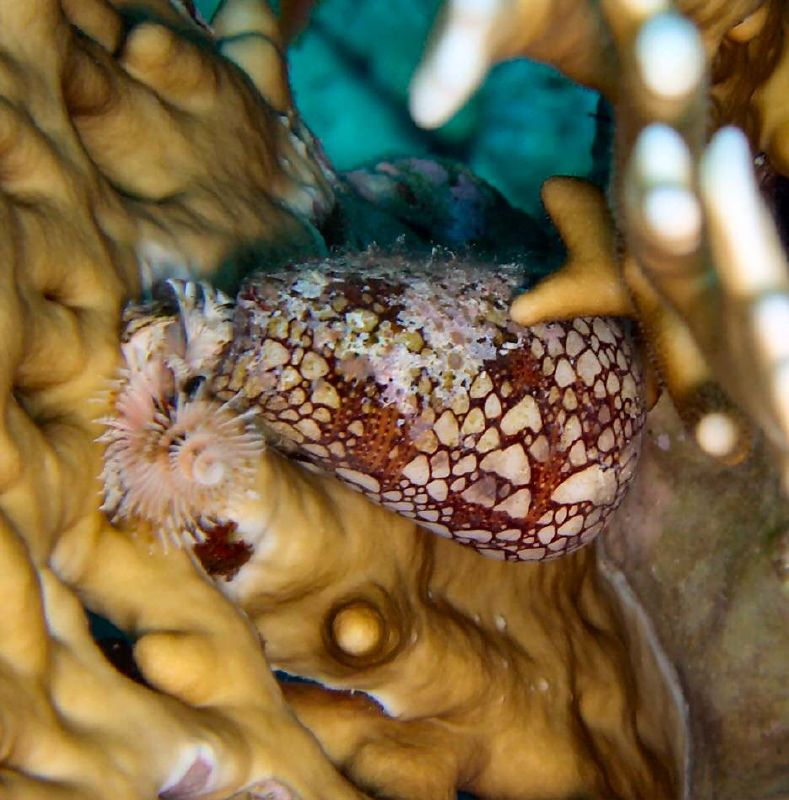